# Christoffer Taxell
Lars Evald Christoffer Taxell, född 14 februari 1948 i Åbo, är en finlandssvensk politiker, företagsledare och före detta kansler för Åbo Akademi.
Taxell inledde sin nationella politiska karriär som förbundsordförande för Svensk Ungdom 1970–1972. Han blev invald i Finlands riksdag som en av de yngsta ledamöterna någonsin 1975. Taxell kom att kampera ihop med SFP:s dåvarande partiordförande Pär Stenbäck, som han också efterträdde som partiordförande 1985. Taxell var justitieminister 1979–1987. Han kom att ingå i totalt tre regeringar, Regeringen Koivisto II, Regeringen Sorsa III samt Regeringen Sorsa IV. I Regeringen Holkeri var han undervisningsminister 1987–1990. Taxell lämnade uppdraget som partiordförande 1990 och riksdagen därpå följande år.
I april 2008 kom Taxell att få ansvaret för en kommitté, tillsatt för att se över och förnya Finlands grundlag. Han har nämnts som en potentiell presidentkandidat för bland annat Centern i Finland och Svenska folkpartiet i Presidentvalet i Finland 2012, men blev inte nominerad som kandidat för något av partierna.
Taxell invaldes 2006 som utländsk ledamot av svenska Kungliga Ingenjörsvetenskapsakademien.
Taxell är son till SFP:s tidigare partiordförande Lars Erik Taxell. Han är gift och har två döttrar.

## Karriär inom närings- och kulturliv
Åren 1990–2002 var Taxell verksam som Parteks vd och åren 2005–2006 som ordförande för Finlands näringsliv. Taxell har också fungerat som Finnairs styrelseordförande liksom styrelseledamot för Näringslivets delegation, Boliden Borgsöe, Sampo, Luvata International samt Nordkalk. År 2009 utsågs Taxell av kvällstidningen Iltalehti till Finlands näringsliv mest inflytelserika beslutsfattare efter Björn Wahlroos och Antti Herlin.
Utanför företagsvärlden har Taxell fungerat som kansler för Åbo Akademi. Därtill har han varit ordförande för Stiftelsen för Åbo Akademi, Föreningen Konstsamfundet rf och Yliopistoalianssi samt lett stiftelsen Turku 2011, ett administrativt organ för den europeiska kulturhuvudstaden.
Under våren 2012 figurerade Taxells namn i pressen i samband med flera bostadsarrangemang i så kallad "bäste broder"-anda. Taxell var närvarande vid behandling av bostadsarrangemang för Finnairs Mika Vehviläinen, försvarsminister Stefan Wallin och Veritas Kjell Sundström.

## Taxellska paradoxen
I finlandssvensk språkpolitisk diskurs tillskrivs Christoffer Taxell ofta ett centralt begrepp om tvåspråkiga tjänsters och institutioners långsiktiga livskraft, ofta benämnt "den taxellska paradoxen". Begreppet hävdar att enspråkiga (svenska) lösningar bäst tryggar tvåspråkigheten, medan tvåspråkiga lösningar leder till enspråkighet. Tankegången bygger på iakttagelsen att det svenska språkets ställning i miljöer som skolor blir underställt majoritetsspråket finska av praktiska och sociala skäl, trots de positiva egenskaper som förknippas med ömsesidig språkinlärning. 
Ursprunget till begreppet sägs vara ett invigningstal för Sydösterbottens yrkesskola från 1985. Taxell själv anser inte att begreppet varken beskrivas som paradox eller tillskrivas honom, utan syftar till upprepade erfarenheter under Finlands självständighetsperiod.

## Utmärkelser
- Kommendör av Akademiska palmen,  1988[3]
- Kommendörstecknet av Finlands Vita Ros’ orden,  1988[4]
- Militärens förtjänstmedalj,  2002[5]
- Storkorset av Finlands Lejons orden,  2009[6]
- Storofficer av Fenixorden[7]
- Fångvårdens förtjänstkors[7]

[Redigera Wikidata]